# Калот
Калот (Calotes) — рід ящірок з родини Агамових. Має 26 видів.

## Опис
Загальна довжина представників цього роду коливається від 40 до 65 см. Колір шкіри коричневий, зелено-оливковий з темними або світлими поперечними смугами або плямами. Тулуб стрункий, стиснутий з боків. Голова пірамідальна, коротка. Пальці довгі та чіпкі. Задні кінцівки довші за передні. Хвіст тонкий та довгий у самців. Шкіру вкрито однорідною ребристою лускою, яка розташована правильними поперечними або косими рядками. У більшості видів вдовж середини спини є гребінець зі збільшеної трикутної луски. Такі ж гребні зустрічаються на потилиці або на задньому краї голови. У самців добре розвинута горлова торба. Стегнові пори відсутні.

## Спосіб життя
Полюбляють лісисті місцини, садиби. Живуть на деревах. Втім спускаються на землі. Тут калоти перебігають від дерева до дерева. Здатні змінювати колір. Харчуються комахами, безхребетними, дрібними ящірками.
Це яйцекладні ящірки. Самиці відкладають у дуплах або ямках від 5 до 23 яєць.

## Розповсюдження
Мешкає від Індії, Шрі-Ланки, Непалу до Філіппін, південної Індонезії, південного Китаю.

## Види
- Calotes bachae Hartmann et al., 2013[1]
- Calotes bhutanensis Biswas, 1975
- Calotes calotes (Linnaeus, 1758)
- Calotes ceylonensis (F. Müller, 1887)
- Calotes chincollium Vindum, 2003
- Calotes desilvai Bahir & Maduwage, 2005
- Calotes emma Gray, 1845
- Calotes grandisquamis Günther, 1864
- Calotes htunwini Zug & Vindum, 2006
- Calotes irawadi Zug, Brown, Schulte & Vindum, 2006
- Calotes jerdoni Günther, 1870
- Calotes kingdonwardi (M.A. Smith, 1935)
- Calotes liocephalus Günther, 1872
- Calotes liolepis (Boulenger, 1885)
- Calotes manamendrai (Amarasinghe & Karunarathna, 2014)
- Calotes maria Gray, 1845
- Calotes medogensis (Zhao & Li, 1984)
- Calotes minor ((Hardwicke & Gray, 1827)
- Calotes mystaceus (A.M.C. Duméril & Bibron, 1837)
- Calotes nemoricola Jerdon, 1853
- Calotes nigrilabris (W. Peters, 1860)
- Calotes nigriplicatus Hallermann, 2000
- Calotes paulus (Smith, 1935)
- Calotes pethiyagodai (Amarasinghe, Karunarathna & Hallermann, 2014)
- Calotes sinyik Patel, Thackeray, Sheth, Khandekar, & Agarwal, 2024
- Calotes versicolor (Daudin, 1802)
- Calotes wangi Huang, Li, Wang, Li, Hou & Cai, 2023